# Alysia nigritarsis
Alysia nigritarsis är en stekelart som beskrevs av Thomson 1895. Alysia nigritarsis ingår i släktet Alysia och familjen bracksteklar. Arten är reproducerande i Sverige. Inga underarter finns listade i Catalogue of Life.